# Microcavia niata
Espèce
Statut de conservation UICN

 LC  : Préoccupation mineure
Microcavia niata est une espèce de Rongeurs de la famille des Cavidés. Il fait partie du genre Microcavia qui regroupe les cobayes de montagne. On le rencontre en Bolivie et au Chili.
L'espèce a été décrite pour ma première fois en 1898 par le mammalogiste anglais Oldfield Thomas.

## Liste des sous-espèces
Selon Mammal Species of the World (version 3, 2005)  (15 févr. 2013) :
- sous-espèce Microcavia niata niata
- sous-espèce Microcavia niata pallidior